# Banlieusards 2
Ne doit pas être confondu avec Les Banlieusards.
Série
Banlieusards
(2019)
Pour plus de détails, voir Fiche technique et Distribution.
Banlieusards 2 est un film dramatique français réalisé par Kery James et Leïla Sy et sorti le 27 septembre 2023. Il s’agit de leur deuxième long-métrage.

## Synopsis
Deux ans après avoir frôlé la mort, Demba Traoré tente de changer de vie tout en résistant au désir de vengeance. Quant à ses deux frères, Noumouké est impliqué dans des rixes entre quartiers rivaux et Soulaymaan, tiraillé entre ses convictions et ses ambitions, fait ses premiers pas d'avocat. Tous les trois doivent essayer de résister à la vague de violence et à la brutalité des événements qui les frappent.

## Fiche technique
Sauf indication contraire, les informations mentionnées dans cette section peuvent être confirmées par la base de données cinématographiques Allociné,  présente dans la section « Liens externes ».
- Titre original : Banlieusards 2
- Titre de travail : Ne manque pas ce train
- Titre international : Street Flow 2
- Réalisation : Leïla Sy et Kery James
- Scénario : Kery James
- Musique : Sokhan
- Direction artistique : Leïla Sy
- Décors :
- Costumes : zinedine
- Photographie :
- Montage :
- Production : 
  - Production associée :
- Sociétés de production :
- Société de distribution : Netflix
- Pays d’origine :  France
- Langue originale : français
- Durée : 98 minutes
- Genre : Film dramatique
- Dates de sortie :
  - France : 27 septembre 2023[3]

## Distribution
- Kery James : Demba Traoré, l’aîné
- Jammeh Diangana : Soulaymaan Traoré, élève avocat et finaliste du concours d'éloquence
- Bakary Diombera : Noumouké Traoré, le frère benjamin
- Kani Diarra : Khadijah, la mère
- Mahamadou Coulibaly : Doums, le cousin des frères Traoré
- Cherine Ghemri : Sofia, la meilleure amie de Noumouké
- ZKR  : Sofyane, le bras droit de Farid
- Faued Nabba : Benaribi, le policier
- Slimane Dazi : Abdel
- Aïssa Moments : Djenaba ( fiancée de Demba)
- Rime Nahmani : Rime ( secretaire Demba )
- Aïmen Derriachi : Farid
- Sana Sri : Hakima ( mere Sofia )
- Mohammed Cissé : Lamine, l'ami de Noumouké
- Marc Berman : Mercier
- Vincent Overath : Franck Delors
- Makan Mangassa : Abdou
- Alessandra Sublet : Maître Audigier
- Bilel Chegrani : Anis
- Philippe Frecon : M. Millet
- Xavier Maly : Le président du tribunal
- Grégory Montel : Le procureur
- Fabrice Ville : Un policier
- Bilal Ben Osmane : Un jeune détenu
- Besnik Limani : Un ouvrier moldave
- Solenn Mariani : La secrétaire de Mercier
- Igor Skreblin : Détenu Rosier
- Abou Bakayogo : L'imam
- Juliette Fievet : La présentatrice de l'émission TV
- Christophe Héraut : Le commissaire Hervé

## Production
Le tournage a lieu dans la cité du Bois-l'Abbé à Champigny-sur-Marne, (Val-de-Marne) en septembre et octobre 2022.

## Sortie et accueil

### Promotion
Le 24 juillet 2023, Netflix dévoile l’affiche et la date de sortie du film.